# Колёсный зажим

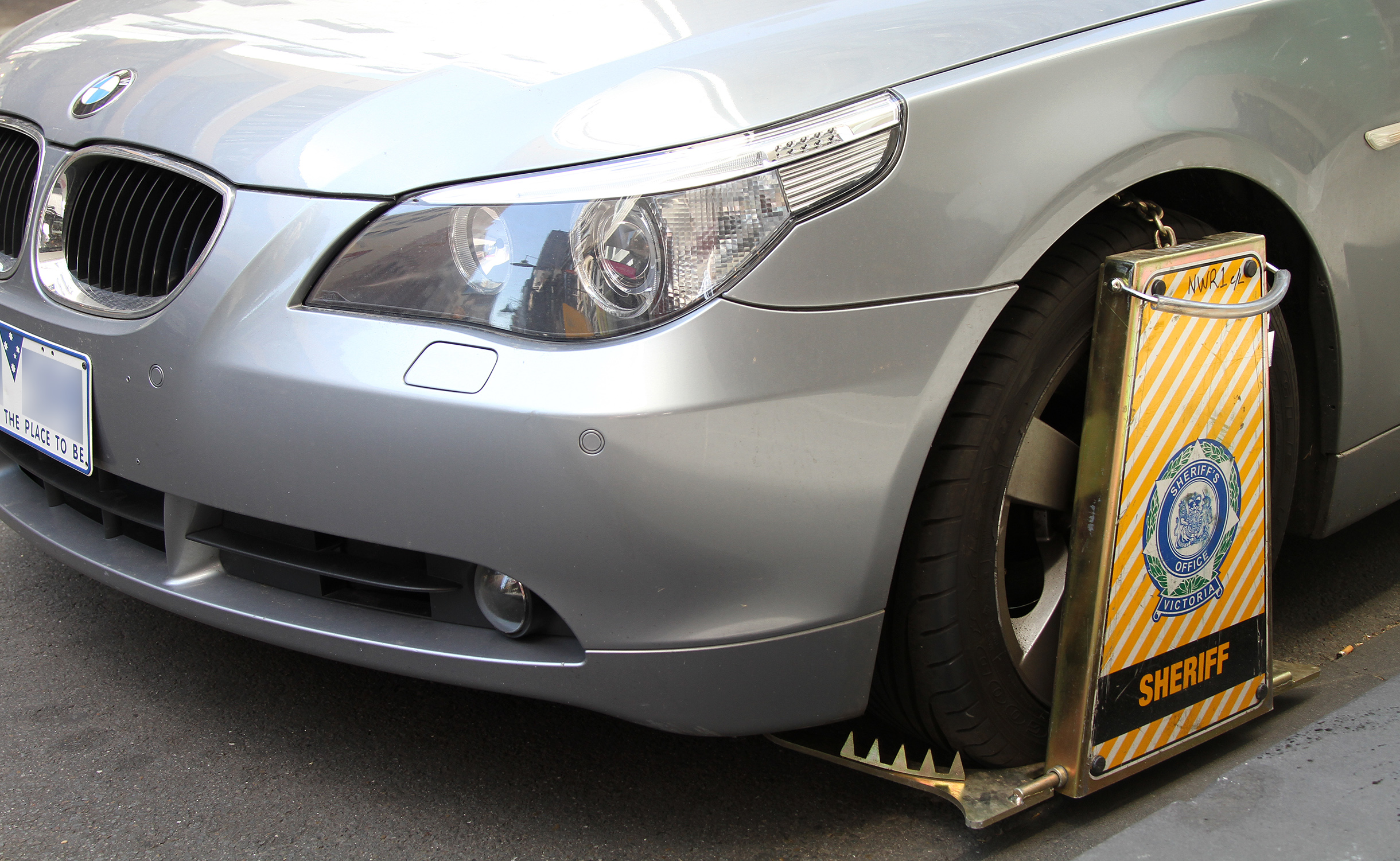
Колёсный зажим, установленный на BMW E60 за нарушение правил парковки в Мельбурне; обратите внимание на шипы и панель, препятствующие движению автомобиля или снятию колеса.

Колёсный зажим («колёсный ботинок», «парковочный ботинок», «денверский ботинок») — устройство (механизм), предназначенное для предотвращения движения автомобиля (мотоцикла). В своей наиболее распространённой форме состоит из зажима, который окружает колесо автомобиля так, что невозможно снять ни его, ни колесо.

Согласно словарю Уэбстера, «металлический зажим, который фиксируется на одном из колёс автомобиля для обездвиживания его, особенно до тех пор, пока его владелец не оплатит накопленные штрафы за парковку».
В США устройство стало известно как «Денверский ботинок» в честь города Денвер (штат Колорадо), который был первым местом в стране, где эти механизмы использовались, в основном для принудительной оплаты неоплаченных штрафов за парковку.
Первоначально колёсные зажимы применялись только правоохранительными органами за нарушения правил парковки, но ныне автолюбитель может приобрести это устройство и установить на свой автомобиль как противоугонное средство в качестве альтернативы замку рулевого колеса.
Колёсный зажим используется далеко не во всём мире: это устройство достаточно широко распространено в США, Великобритании и Ирландии; реже используется в других европейских странах: Польше, Чехии, Болгарии, Румынии, Португалии, Австрии, Албании, Нидерландах; применяется в Австралии, Новой Зеландии и Сингапуре.

## Предназначение
Колёсный зажим имеет пять главных предназначений:
- для наказания за несанкционированную парковку вместо эвакуации транспортного средства нарушителя; в этих случаях полиция или владелец территории, устанавливающие зажим, могут взимать высокую «плату за снятие» устройства (например, у одной из закусочных в Альбукерке в 2009 году это стоило 50 долларов[6]);
- для принудительного взыскания неоплаченных штрафов, ранее наложенных на транспортное средство;
- для предотвращения вождения водителем, лишённым водительского удостоверения; или предотвращения движения неисправного транспортного средства;
- для предотвращения побега преследуемого лица;
- в целях безопасности, например, для предотвращения того, чтобы автомобиль (мотоцикл, прицеп) не был угнан или отбуксирован злоумышленником.

## История
В период с 1914 по 1925 год было выдано по меньшей мере 25 патентов, относящихся к колёсным замкам, которые крепились к шине и колесу со спицами. Это считалось противоугонным средством.
Вариант современного колёсного зажима, первоначально известного как авто-иммобилайзер (англ. auto immobiliser), был изобретён в 1944 году и запатентован в 1958 году Фрэнком Маруггом. Он был мастером по изготовлению моделей, скрипачом Денверского симфонического оркестра и дру́гом многих денверских политиков и чиновников полицейского управления. Как раз в то время Полицейскому управлению города требовалось решение растущей проблемы с соблюдением правил парковки. Дорожные полицейские эвакуировали неправильно припаркованные автомобили и увозили их в отстойник, который практически не охранялся, поэтому некоторые машины вскрывались и разграблялись, либо получали кузовные повреждения. Автовладельцы подавали в суд на полицию, и поэтому теперь сотрудники должны были тратить время и силы не только на процесс отбуксировки автомобиля, но и на опись всего, находящегося внутри машины. Дэн Стиллс, глава городского отдела дорожного движения, решил, что иммобилайзер позволит избежать дорогостоящей буксировки, и обратился к Маруггу с просьбой усовершенствовать устройство, чтобы автомобили оставались там, где они были неправильно припаркованы, но не могли сдвинуться с места.
Полиция Денвера впервые использовала «колёсный ботинок» 5 января 1955 года и собрала более 18 000 долларов (ок. 200 000 долларов в ценах 2023 года) штрафов за первый месяц применения нового устройства. Первоначально такие зажимы изготавливали из стали, но потом Марунн решил делать их из лёгкого сплава на основе алюминия. Позже Маругг начал продавать колёсные зажимы владельцам парковок, отелей и горнолыжных курортов, а также «гигантские» их вариации для сельскохозяйственной техники, грузовиков и автобусов.
Ныне копия одного из первых «денверских ботинок» находится в экспозиции музея Смитсоновского института.
К 1970 году Маругг продал около 2000 своих колёсных зажимов. Хотя срок действия патента истек в 1976 году, а современные колёса для легковых и грузовых автомобилей потребовали модернизации конструкции, дочь Маругга продолжала заниматься этим бизнесом до 1986 года. После права на изобретение выкупила компания Clancy Systems International.
В Великобритании наиболее известный производитель колёсных зажимов — компания London Wheel Clamp. Дизайнер Тревор Уайтхаус подал заявку на патент в 1991 году.

## Спорные моменты
Официальные сотрудники, служащие в сфере контроля за правильной парковкой, имеют право применять меры к нарушителям на дорогах общего пользования; а также во многих странах закон позволяет владельцам частной территории ограничивать парковку транспортных средств на своей земле без разрешения.
Известны случаи, когда разъярённые нарушители самовольно удаляли прикреплённый к их автомобилю колёсный зажим, например, с помощью угловой шлифовальной машины. Другие автомобилисты срезают зажимы с помощью болторезов или даже «зажимают» свои неправильно припаркованные автомобили сами заранее, чтобы стражи порядка не могли наказать уже «зажатый» автомобиль или подумали, что его уже наказал другой сотрудник. Однако незаконное снятия зажимов автовладельцами обычно применяется в тех случаях, когда они были «наказаны» частным лицом на частной территории; снятие же зажимов, установленных полицией, является правонарушением.
Известны случаи, когда колёсные зажимы законопослушным автомобилистам одевали мошенники, требуя затем плату за «освобождение».

## Юридические вопросы

### Великобритания
В Шотландии местным властям по закону разрешено блокировать, буксировать или иным образом изымать транспортные средства. Рассматривая иск одного из заблокированных колёсным зажимом водителя, известный судья Дэвид Хоуп сослался на прецедентное право, в котором говорится, что «каждый человек имеет право оспорить требование своего кредитора в суде», и сам добавил, что «захват транспортных средств с целью получения выкупа, как описано в этих обвинениях, является незаконным».
В Англии и Уэльсе с 1 октября 2012 года Закон о защите свобод 2012 года предусматривает уголовную ответственность за зажим колёс на частной земле без законных оснований. Это запрещает зажим колёс во многих общественных местах, таких как парковки супермаркетов, но зажим колёс не является полностью запрещённым. Например, оператор железной дороги может зажимать колёса транспортного средства в соответствии с положениями Железнодорожных правил. Блокировка по-прежнему является законной для полиции, DVLA, местных властей и т. д., но не для частных лиц или компаний, действующих в своих интересах на государственной или частной территории. Например, автовладелец не может быть законно заблокирован на территории больницы, частной подъездной дорожке, парковке, не находящейся в ведении местных или государственных органов, и т. д. Единственным исключением из этого правила является ситуация, когда компания, занимающаяся блокировкой, действует от имени государственного учреждения, например, по контракту с DVLA.

### Ирландия
В Ирландии наказание колёсным зажимом на дорогах общего пользования разрешено в соответствии с поправкой 1988 года к Закону о дорожном движении 1961 года. Одевание зажимов на частной территории широко распространено, но не регулируется законом, и законность такой практики неясна.

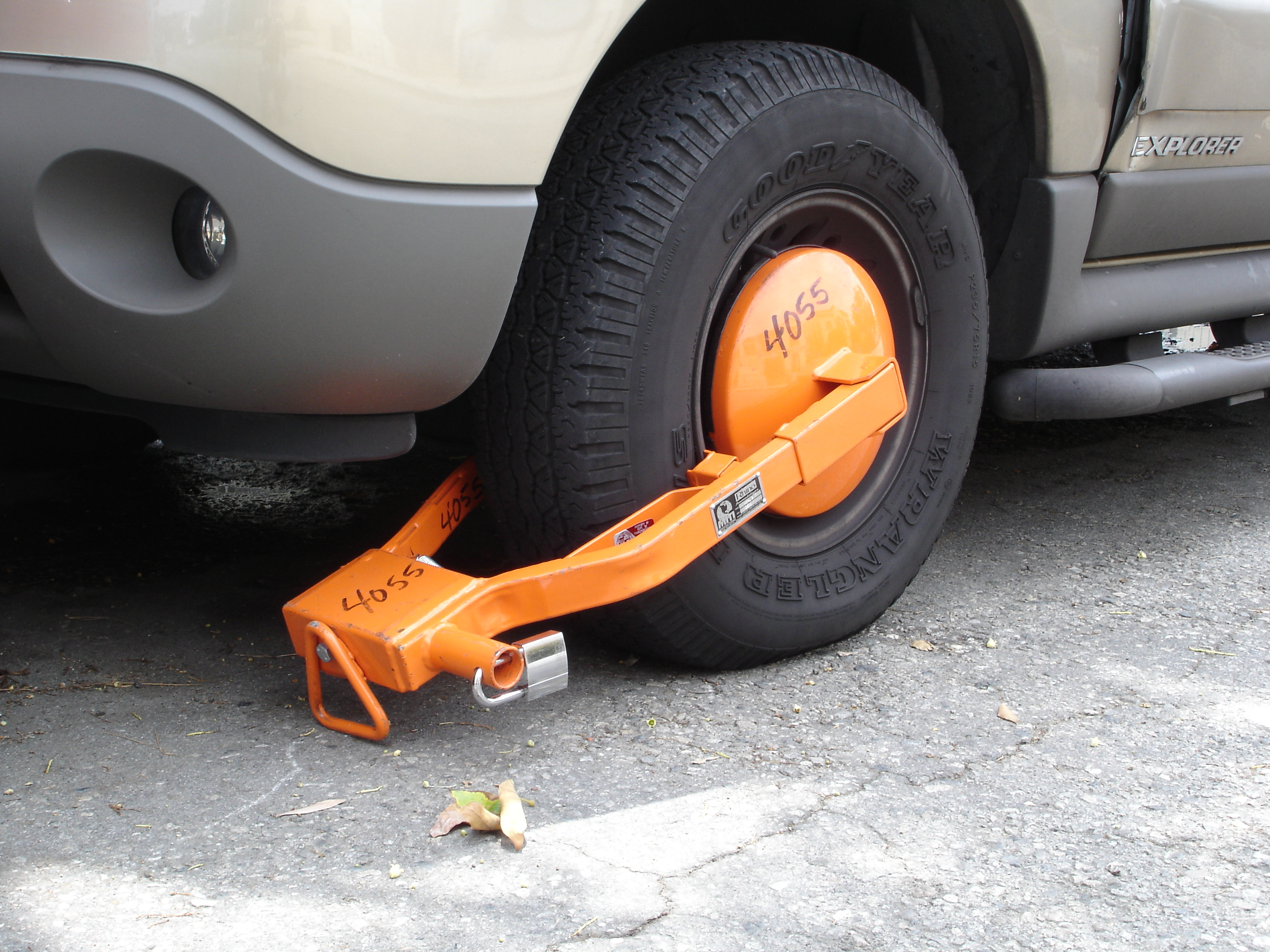
«Денверский ботинок». Лос-Анджелес, США.
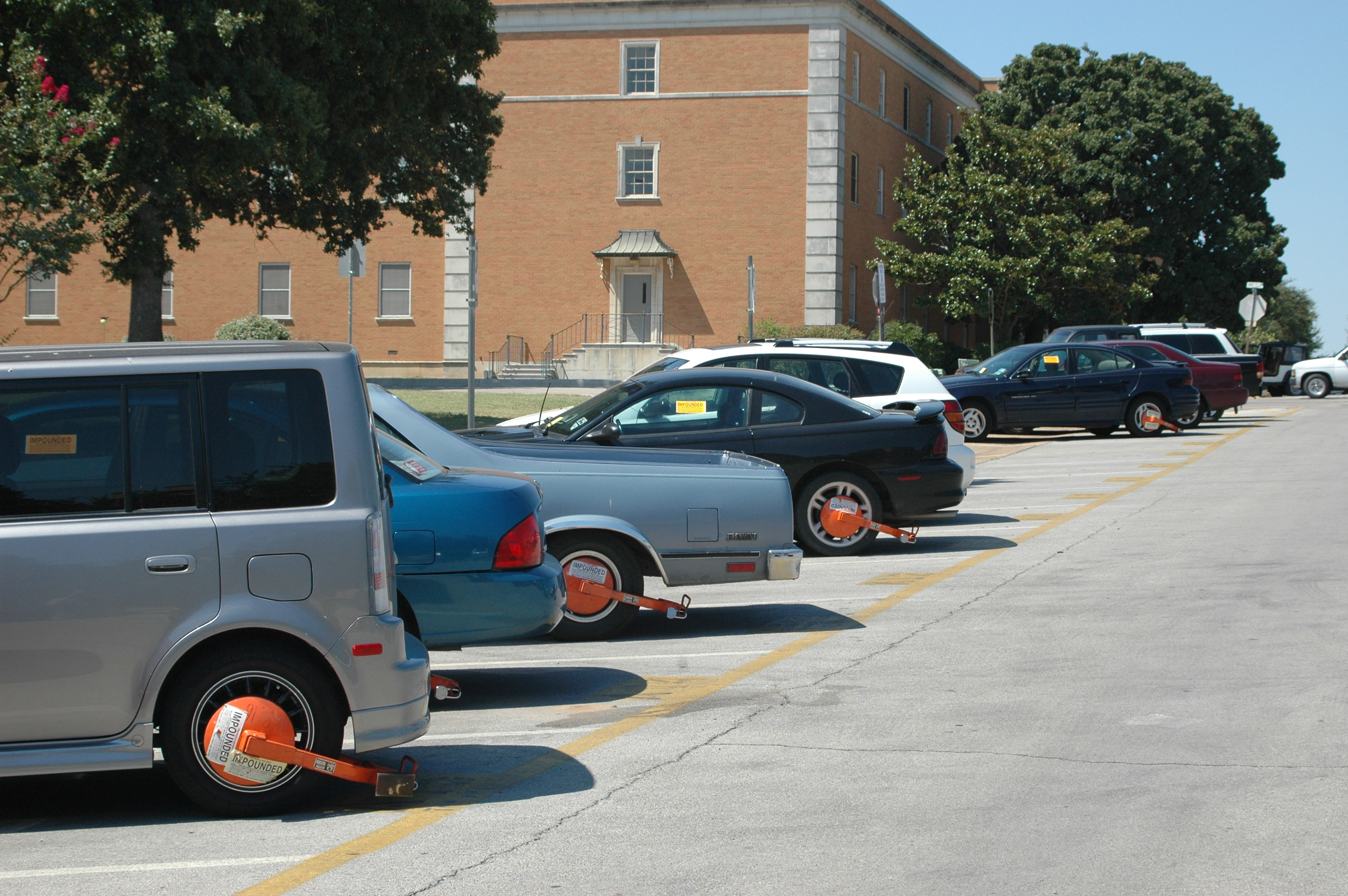
Ряд автомобилей с колёсными зажимами. Университет Северного Техаса[англ.], Дентон, Техас, США.
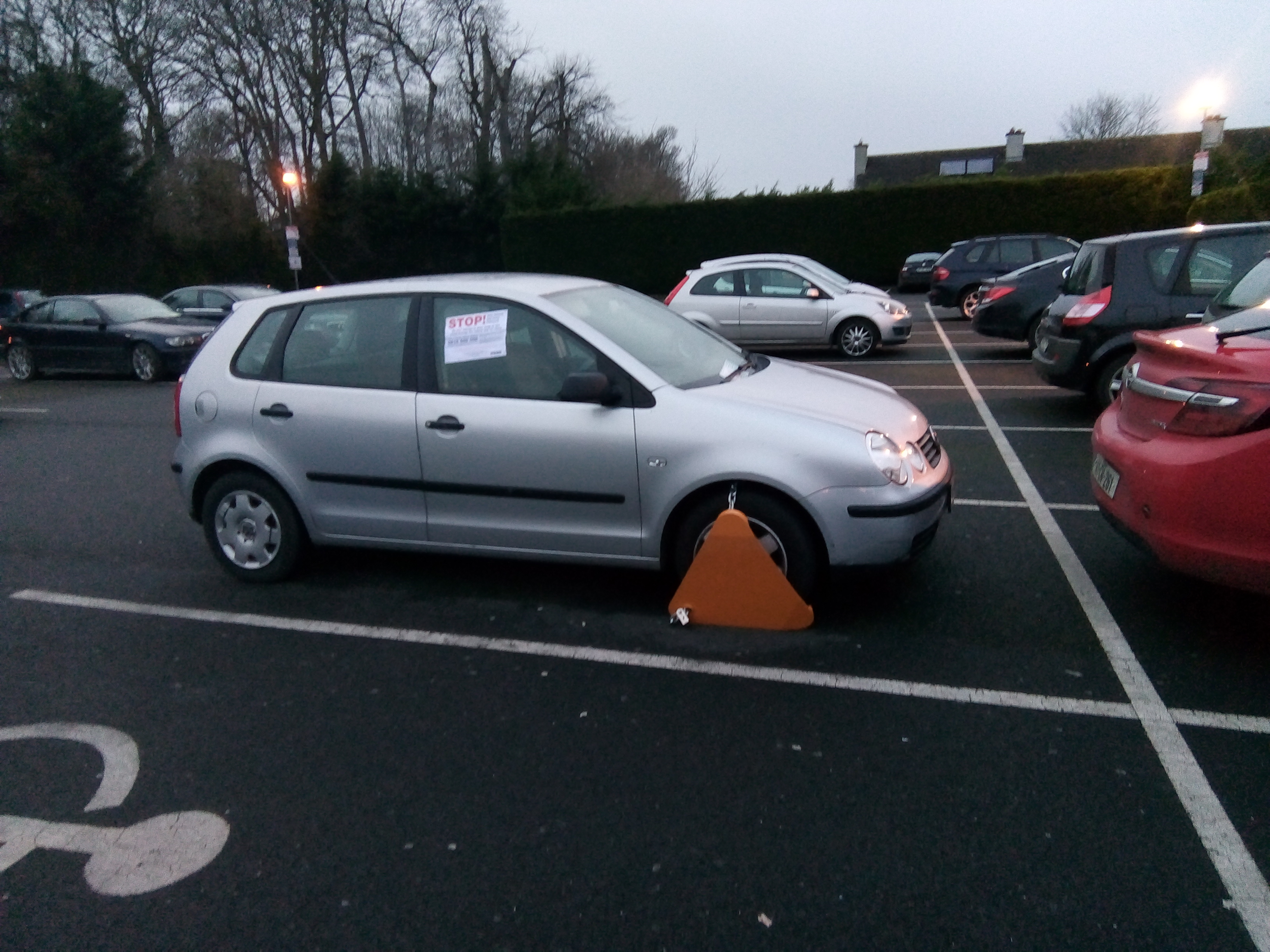
Автомобиль с колёсным зажимом в Ирландии. На боковом стекле прикреплено предупреждение, чтобы водитель не начинал движение.
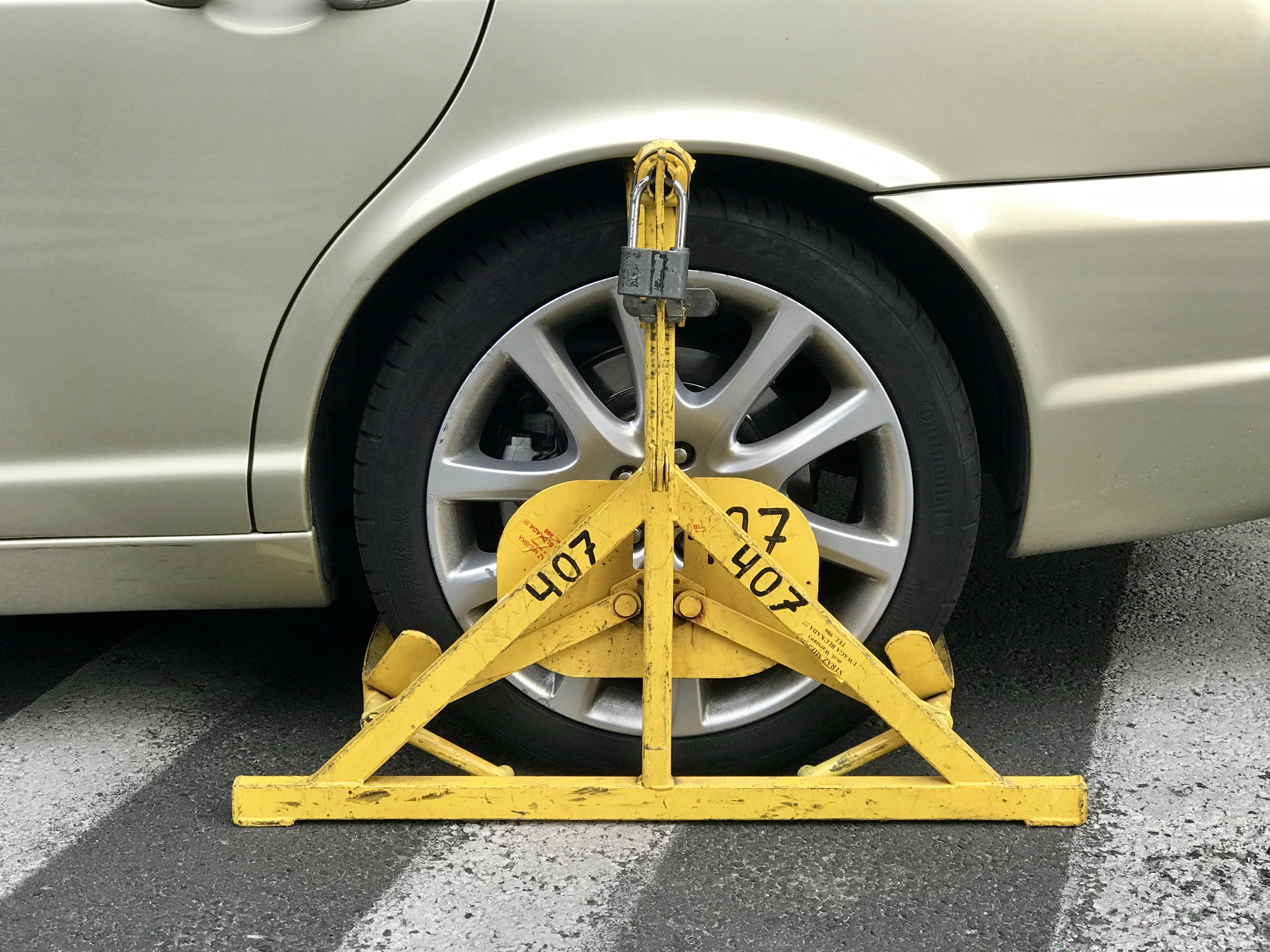
Автомобиль с колёсным зажимом в Польше
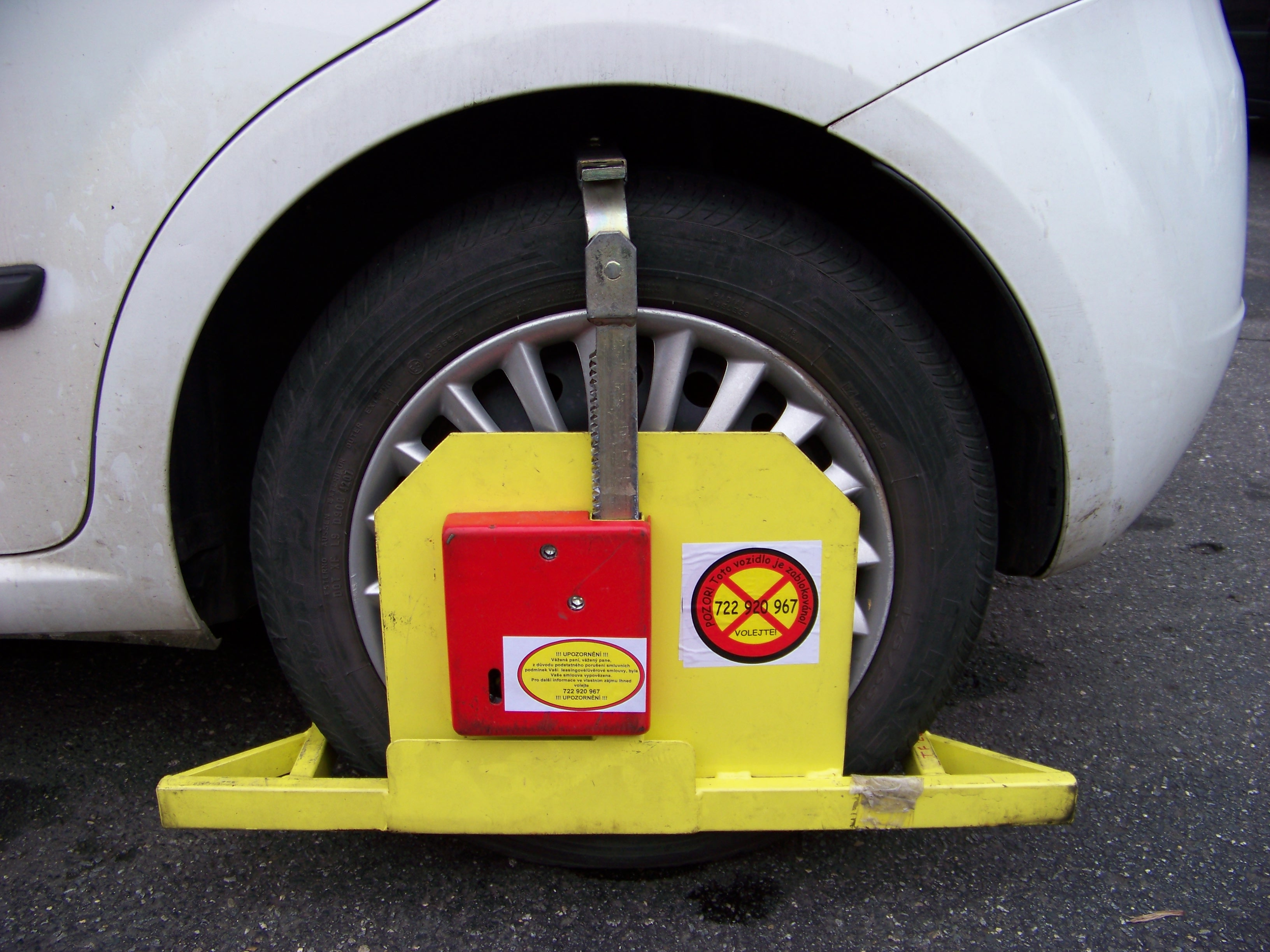
Автомобиль с колёсным зажимом в Праге (Чехия)
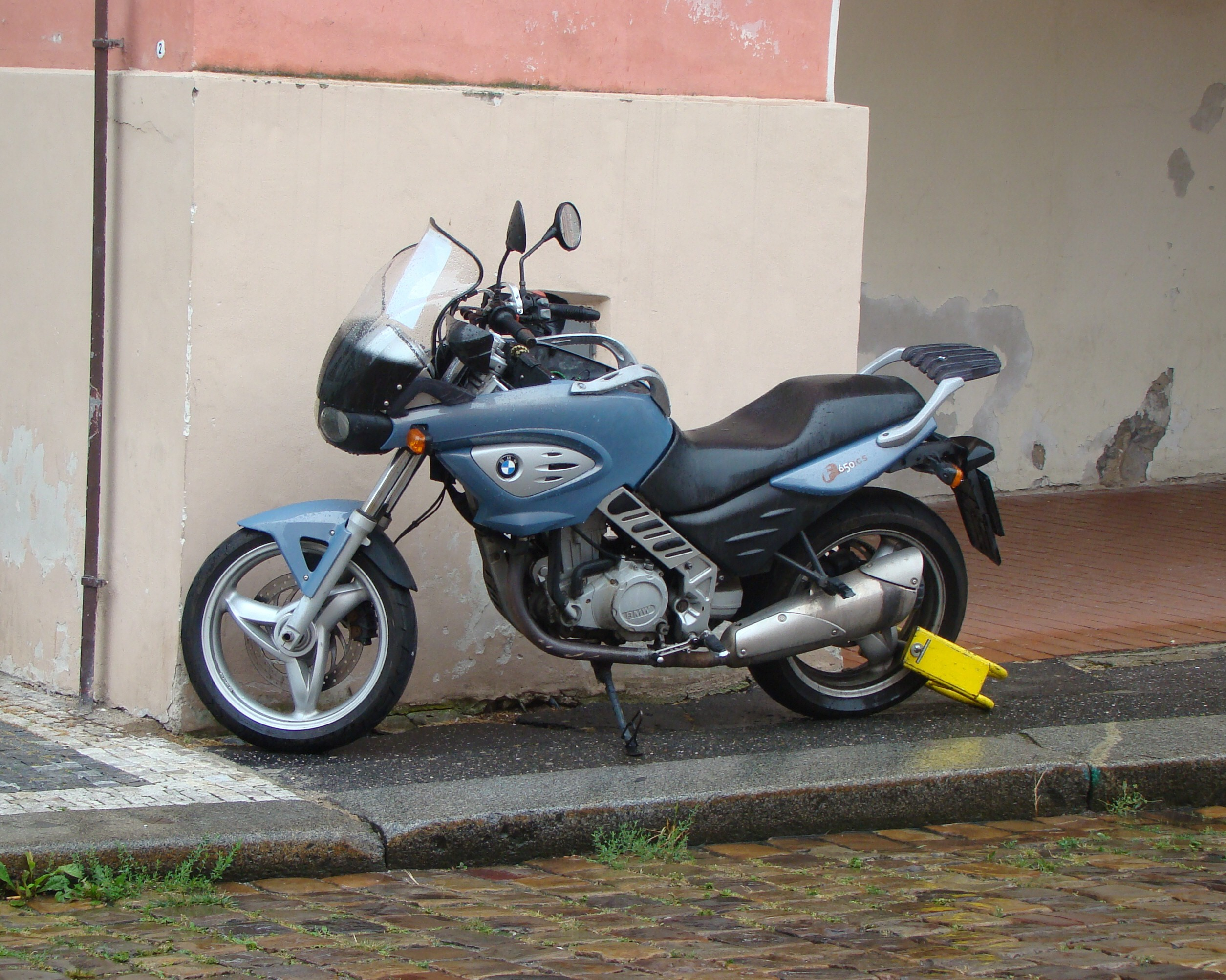
Мотоцикл с колёсным зажимом в Праге (Чехия)
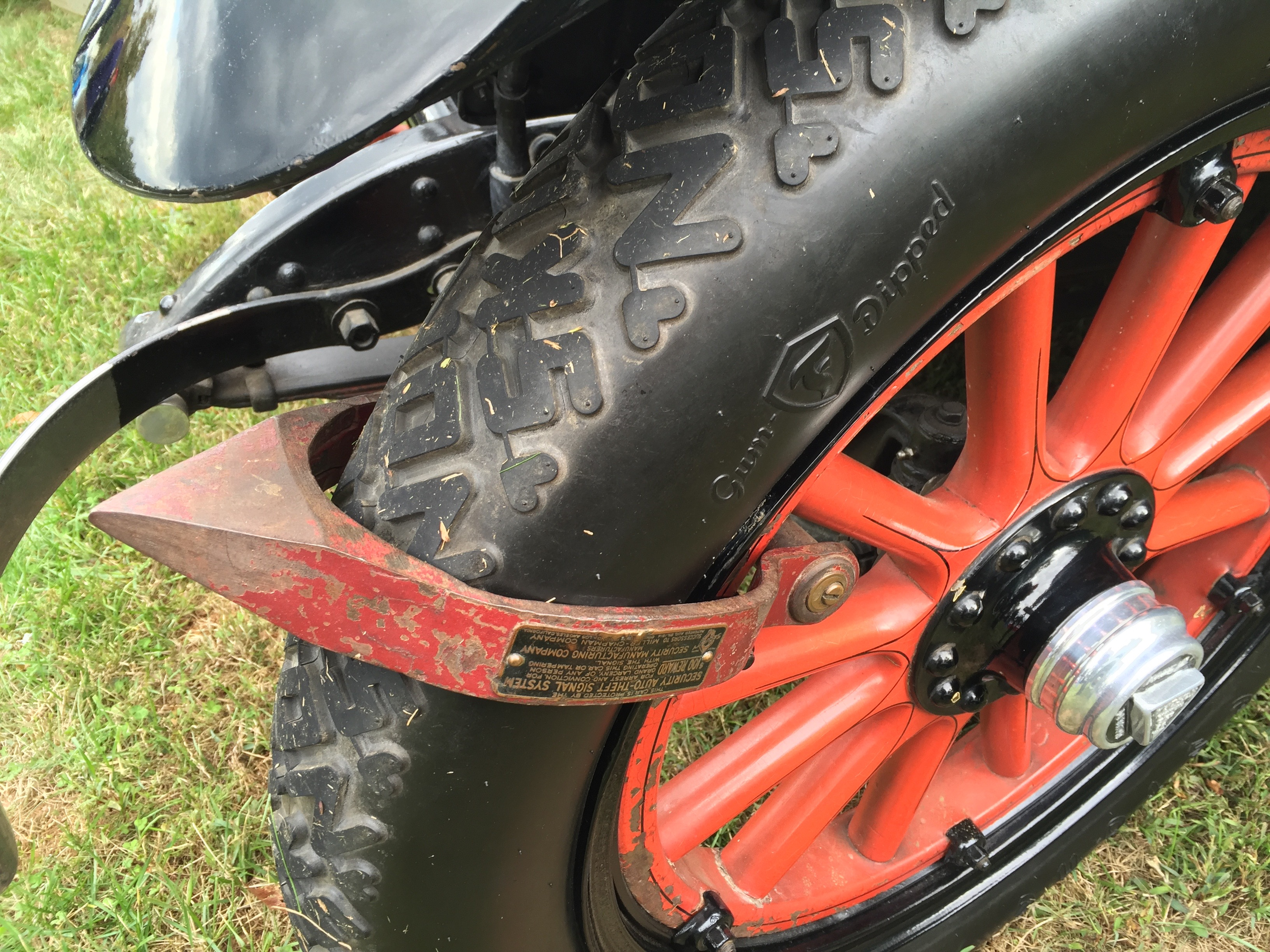
Исторический колёсный зажим на автомобиле Hudson
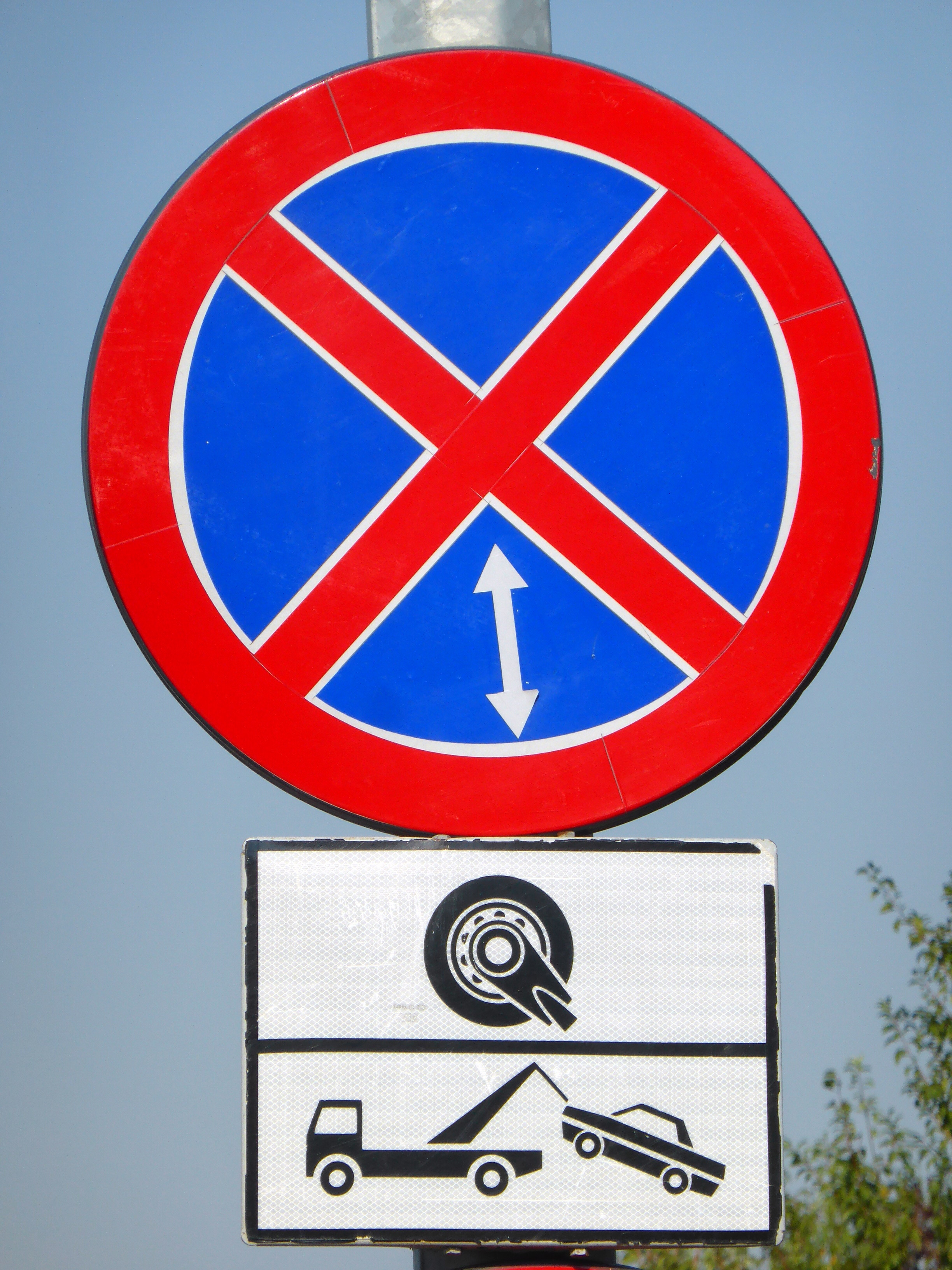
«Остановка запрещена. Применяются колёсные зажимы и эвакуация». Бухарест, Румыния.